# Abdelwahed El-Sayed
Abdelwahed 'Wahid' El-Sayed (ur. 3 czerwca 1977, Egipt) – piłkarz egipski, reprezentant kraju. Obecnie gra w El Zamalek.

## Kariera
Jest bramkarzem El Zamalek oraz reprezentacji Egiptu. Znalazł się w kadrze narodowej na Puchar Narodów Afryki w 2002 roku, 2004 roku oraz 2006 roku. Przypisuje się mu dużą pomoc w zdobycie przez El Zamalek Afrykańskiej Ligi Mistrzów w 2002 roku. W kadrze zadebiutował w 2003 roku przeciwko Francji. Został uznany najlepszym bramkarzem Egiptu w 2003 i 2004 roku.

## Sukcesy
Osobiste:
- Najlepszy bramkarz Egiptu: 2003 i 2004

Reprezentacja
- Puchar Narodów Afryki: 2006

Klub
- 3 Tytuły mistrzowskie kraju: (2000/2001 2002/2003 2003/2004)
- 2 Superpuchary Egiptu: (2000/2001 2001/2002)
- 3 Puchary kraju: (1999/2000 2001/2002 2007/2008)
- 1 Puchar Zdobywców Pucharów: (2000)
- 1 Afrykańska Liga Mistrzów: (2002)
- 1 Superpuchar Afryki: (2002)
- 1 Arabska Liga Mistrzów: (2003)